# Trabalhar Cansa
Trabalhar Cansa é um filme brasileiro de 2011 dos gêneros drama e terror, dirigido por Juliana Rojas e Marco Dutra. Teve sua exibição de estreia realizada na seção Un Certain Regard da edição de 2011 do Festival de Cannes.
Em 2015 o filme foi exibido na Filmoteca Acreana em Rio Branco - Acre.

## Elenco
- Helena Albergaria - Helena
- Marat Descartes - Otávio
- Naloana Lima - Paula
- Gilda Nomacce - Gilda
- Marina Flores - Vanessa
- Lilian Blanc - Inês
- Thiago Carreira - Ricardo
- Hugo Villavicenzio - Jorge
- Lucélia Machiavelli - Adelaide